# Charitopes columbiae
Charitopes columbiae är en stekelart som först beskrevs av Henry Lorenz Viereck 1910.  Charitopes columbiae ingår i släktet Charitopes och familjen brokparasitsteklar. Inga underarter finns listade i Catalogue of Life.